# UTC+10:00

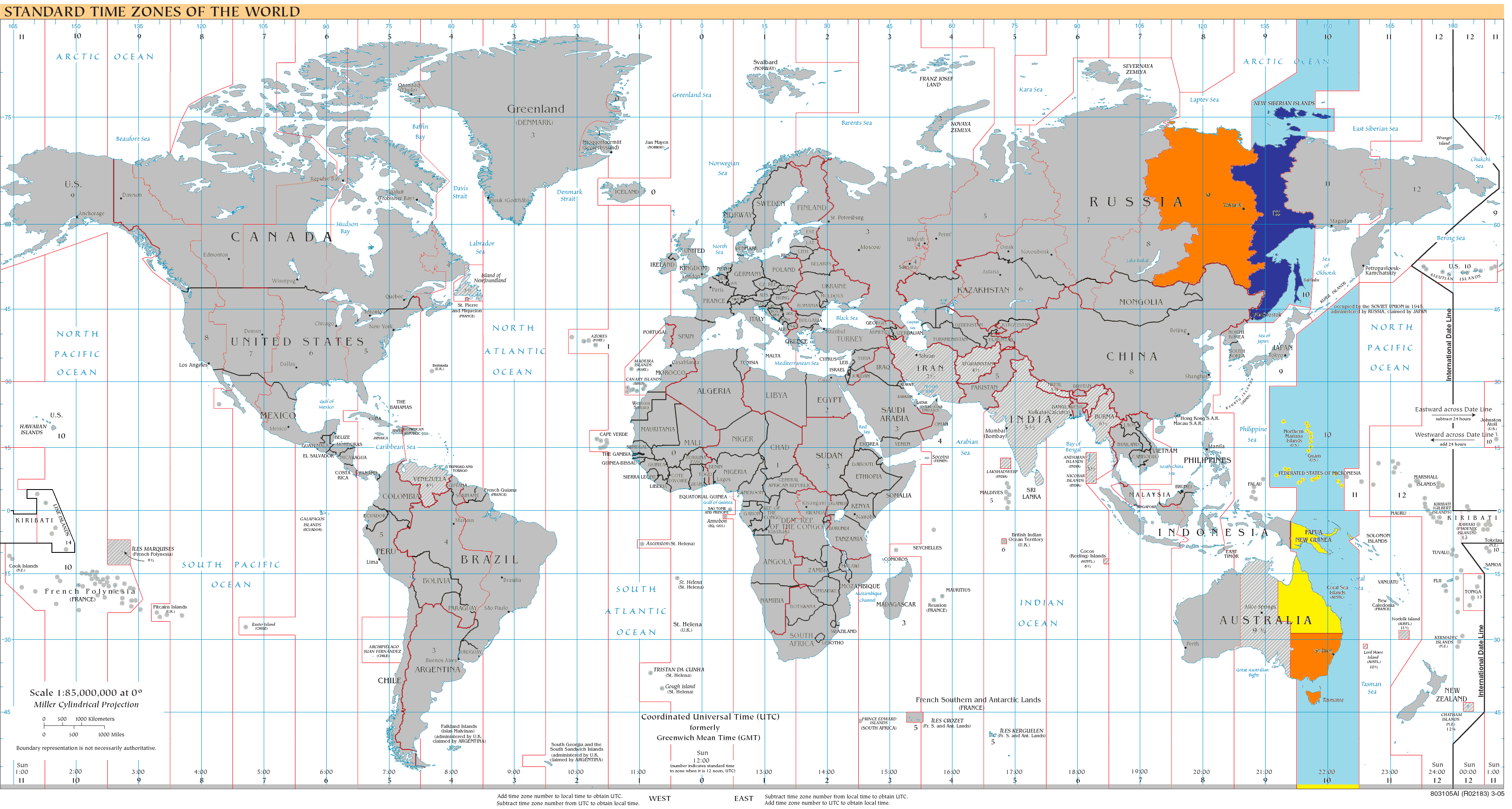
Zonas donde se usa el UTC+10:00.

UTC+10:00 es el octavo huso horario del planeta cuya ubicación geográfica se encuentra en el meridiano 150 este. Aquellos países que se rigen por este huso horario se encuentran 10 horas por delante del meridiano de Greenwich.

## Hemisferio norte

### Países que se rigen por UTC+10:00 todo el año
| Abreviatura | Nombre Completo                                    | País |
| ----------- | -------------------------------------------------- | --- |
| CHUT        | Hora de Chuuk (Chuuk Time)                         | Micronesia - Chuuk |
| ChST        | Hora Estándar de Chamorro (Chamorro Standard Time) | Estados Unidos - Guam - Islas Marianas del Norte                                                                                                 |
| VLAT        | Hora de Vladivostok (Vladivostok Time)             | Rusia - Distrito de Oymyakonsky - Distrito de Ust-Yansky - Distrito Verkhoyansky - Krai de Jabárovsk - Krai de Primorie - Óblast autónomo Hebreo |

## Hemisferio sur

### Países que se rigen por UTC+10:00 todo el año
| Abreviatura | Nombre Completo                                                       | País                                      |
| ----------- | --------------------------------------------------------------------- | ----------------------------------------- |
| AEST        | Hora Estándar del Este Australiano (Australian Eastern Standard Time) | Australia - Queensland                    |
| DDUT        | Hora de Dumont d'Urville (Dumont-d'Urville Time)                      | Antártida - Base Dumont d'Urville         |
| PGT         | Hora de Papúa Nueva Guinea (Papua New Guinea Time)                    | Papúa Nueva Guinea (excepto Bougainville) |

### Países que se rigen por UTC+10:00 en Horario Estándar
| Abreviatura | Nombre Completo                                                       | País |
| ----------- | --------------------------------------------------------------------- | --- |
| AEST        | Hora Estándar del Este Australiano (Australian Eastern Standard Time) | Australia - Territorio de la Capital Australiana - Nueva Gales del Sur (Excepto Broken Hill) - Tasmania - Victoria |